# Lepadella amazonica
Lepadella amazonica är en hjuldjursart som beskrevs av Segers 1993. Lepadella amazonica ingår i släktet Lepadella och familjen Lepadellidae. Inga underarter finns listade i Catalogue of Life.